# Anton Diffring
Anton Diffring, all'anagrafe Alfred Pollack (Coblenza, 20 ottobre 1918 – Châteauneuf-Grasse, 19 maggio 1989), è stato un attore tedesco.

## Biografia
Il padre Solomon Pollack era un negoziante ebreo, sopravvissuto alla seconda guerra mondiale nascondendosi, mentre la madre Bertha Diffring era cristiana. Studiò recitazione a Berlino e a Vienna. 

Il suo tipico aspetto nordico e il suo stile molto composto lo ha fatto diventare il più richiesto attore nelle produzioni britanniche per interpretare il tipico "ufficiale tedesco", nemico dei militari inglesi sia nella prima che nella seconda guerra mondiale. Non si contano i ruoli che ha interpretato in questa veste.

## Filmografia parziale

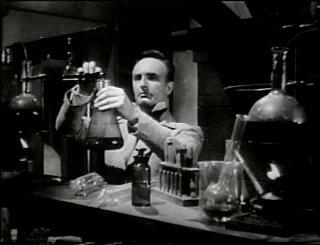
Anton Diffring nel cortometraggio Tales of Frankenstein (1958)

### Cinema
- Segreto di stato (State Secret), regia di Sidney Gilliat (1950)
- Berretti rossi (The Red Beret), regia di Terence Young (1954)
- Controspionaggio (Betrayed), regia di Gottfried Reinhardt (1954)
- La giungla degli implacabili (The Colditz Story), regia di Guy Hamilton (1955)
- La donna è un male necessario (I Am a Camera), regia di Henry Cornelius (1955)
- La tenda nera (The Black Tent), regia di Brian Desmond Hurst (1956)
- Bader il pilota (Reach for the Sky), regia di Lewis Gilbert (1956)
- L'uomo che vide il suo cadavere (House of Secrets), regia di Guy Green (1956)
- L'assassino colpisce a tradimento (The Traitor), regia di Michael McCarthy (1957)
- La casbah di Marsiglia (Seven Thunders), regia di Hugo Fregonese (1957)
- L'uomo che ingannò la morte (The Man Who Could Cheat Death), regia di Terence Fisher (1959)
- Il circo degli orrori (Circus of Horrors), regia di Sidney Hayers (1960)
- La regina del Rio delle Amazzoni (Lana - Königin der Amazonen), regia di Cyl Farney (1964)
- Operazione Crossbow (Operation Crossbow), regia di Michael Anderson (1965)
- Operazione terzo uomo (Schüsse im 3/4 Takt), regia di Alfred Weidenmann (1965)
- Gli eroi di Telemark (The Heroes of Telemark), regia di Anthony Mann (1965)
- La caduta delle aquile (The Blue Max), regia di John Guillermin (1966)
- Fahrenheit 451, regia di François Truffaut (1966)
- Doppio bersaglio (The Double Man), regia di Franklin J. Schaffner (1967)
- Sinfonia di guerra (Counterpoint), regia di Ralph Nelson (1968)
- Dove osano le aquile (Where Eagles Dare). regia di Brian G.Hutton (1968)
- La spietata legge del ribelle (Michael Kohlhaas - Der Rebell), regia di Volker Schlöndorff (1969)
- Uccidete Rommel, regia di Alfonso Brescia (1969)
- Zeppelin, regia di Étienne Périer (1971)
- L'iguana dalla lingua di fuoco, regia di Riccardo Freda (1971)
- The Day the Clown Cried, regia di Jerry Lewis (1972)
- Quando la verità scotta (Der Stoff aus dem die Träume sind), regia di Alfred Vohrer (1972)
- Le streghe nere (Hexen geschändet und zu Tode gequält), regia di Adrian Hoven (1973)
- La morte negli occhi del gatto, regia di Antonio Margheriti (1973)
- La quinta offensiva (Sutjeska), regia di Stipe Delic (1973)
- Tony Arzenta (Big Guns), regia di Duccio Tessari (1973)
- Un killer di nome Shatter (Shatter), regia di Michael Carreras (1974)
- La notte del licantropo (The Beast Must Die), regia di Paul Annett (1974)
- Borsalino and Co., regia di Jacques Deray (1974)
- Uccidete l'agente Lucas (Die Antwort kennt nur der Wind), regia di Alfred Vohrer (1974)
- E l'alba si macchiò di rosso (Operation: Daybreak), regia di Lewis Gilbert (1975)
- Intrigo in Svizzera (The Swiss Conspiracy), regia di Jack Arnold (1976)
- Confessioni proibite di una monaca adolescente (Die Liebesbriefe einer portugiesischen Nonne), regia di Jesús Franco (1976)
- Valentino, regia di Ken Russell (1977)
- Vanessa, regia di Hubert Frank (1977)
- Io sono mia, regia di Sofia Scandurra (1978)
- Tusk, regia di Alejandro Jodorowsky (1980)
- Fuga per la vittoria (Escape to Victory), regia di John Huston (1981)
- La maschera della morte (The Masks of Death), regia di Roy Ward Baker (1984)
- I violentatori della notte (Les Prédateurs de la Nuit), regia di Jess Franco (1988)
- Anna (1988)

### Televisione
- Assignment Foreign Legion – serie TV, episodi 1x01-1x11 (1956)
- Colonnello March (Colonel March of Scotland Yard) – serie TV, episodi 1x14-1x17 (1956)
- Wire Service – serie TV, episodio 1x30 (1957)
- I gialli di Edgar Wallace (The Edgar Wallace Mystery Theatre) – serie TV, episodio 4x03 (1963)
- Nella casa di Flambards (Flambards) – miniserie TV, 5 episodi (1979)

## Doppiatori italiani
- Nando Gazzolo in L'uomo che vide il suo cadavere, Gli eroi di Telemark
- Gualtiero De Angelis in Operazione terzo uomo
- Sergio Tedesco in La caduta delle aquile
- Massimo Foschi in Fahrenheit 451
- Bruno Persa in Sinfonia di guerra
- Mario Chiocchio in Dove osano le aquile
- Giorgio Piazza in Uccidete Rommel
- Luciano Melani in Tony Arzenta (Big Guns)
- Gianni Marzocchi in Un killer di nome Shatter